# John F. Kennedy International Airport

i7
i11
i13
Der John F. Kennedy International Airport (bis 1963 New York-Idlewild, IATA-Code: JFK, ICAO-Code: KJFK) ist vor Newark und LaGuardia der größte Verkehrsflughafen im Großraum New York. Im Jahr 2023 wurden 62,4 Millionen Passagiere befördert, damit lag JFK auf Rang 6 in den Vereinigten Staaten, im weltweiten Vergleich der Flughäfen lag er auf Rang 13.

## Lage und Verkehrsanbindung
Der John F. Kennedy International Airport liegt 24 km östlich von Manhattan im Stadtteil Jamaica des Stadtbezirks Queens an der Jamaica Bay. Die Passagierterminals werden durch die Interstate 678, welche an dieser Stelle auch als Van Wyck Expressway bezeichnet wird, und den JFK Expressway mit dem Belt Parkway und den New York State Routes 27 und 878 verbunden, welche nördlich des Flughafens verlaufen.
Der Flughafen ist über den AirTrain JFK an das Nahverkehrsnetz angeschlossen. Außerdem gibt es mehrere regelmäßig verkehrende Buslinien. Der Shuttle-Bus führt zur Grand Central Station und ein regionaler Bus Q10 LTD zur U-Bahn-Station Jefferson Boulevard. Neben der Buslinie Q10 LTD betreibt die Metropolitan Transportation Authority noch die Buslinien Q3, Q6, Q7, Q10 und B15, welche den Flughafen mit Stadtteilen in der Umgebung verbinden. Zum Teil halten diese jedoch nur im Frachtbereich.

## Geschichte
Mit dem Bau des Flughafens wurde im April 1942 begonnen, als man etwa vier Quadratkilometer sumpfiges Tideland neben dem Idlewild-Golfplatz trockenlegte. Aufgrund seiner Lage hieß der Flughafen zunächst auch Idlewild Airport. Bis heute wurde er fünfmal erweitert.
Die ersten kommerziellen Flüge gab es ab dem 9. Juli 1948. Am 31. Juli 1948 wurde er offiziell als New York International Airport eingeweiht. In der ersten Bauphase bis Ende 1948 wurden rund 150 Millionen US-Dollar investiert.
Am 24. Dezember 1963 wurde der Flughafen auf Beschluss des Bürgermeisters und des Stadtrats der Stadt New York und der Flughafengesellschaft in John F. Kennedy International Airport umbenannt, nach US-Präsident John F. Kennedy, der etwa einen Monat zuvor ermordet worden war.
1978 wurden im sogenannten Lufthansa-Raub aus Räumen des Flughafens circa sechs Millionen US-Dollar in Bargeld und Juwelen geraubt. Es war der erfolgreichste Überfall in der amerikanischen Geschichte.
Im Jahr 2000 konnte der Flughafen die Marke von einer Milliarde Passagieren seit der Eröffnung überschreiten.
Am 2. Juni 2007 deckte das amerikanische FBI Pläne eines Terroranschlags auf. Aus der Karibik stammende Terroristen wollten die über 80 Kilometer langen Treibstoffleitungen, die auch den zweiten großen Stadtflughafen versorgen, in die Luft sprengen. Allerdings befanden sich die Planungen in einer noch sehr frühen Phase.
Das Gesamtvolumen der Investitionen hat bis heute 8,95 Milliarden US-Dollar erreicht. Der Flughafen trägt etwa 42 Milliarden US-Dollar zur Wirtschaftsleistung der Region New York und New Jersey bei. Etwa 195.000 Arbeitsplätze sind direkt oder indirekt vom Flughafen abhängig. An Löhnen und Gehältern werden jährlich (2022) über 15,1 Milliarden US-Dollar bezahlt. Im Jahr 2022 waren 40.510 Arbeitnehmer direkt am Flughafen beschäftigt.

## Flughafenanlagen

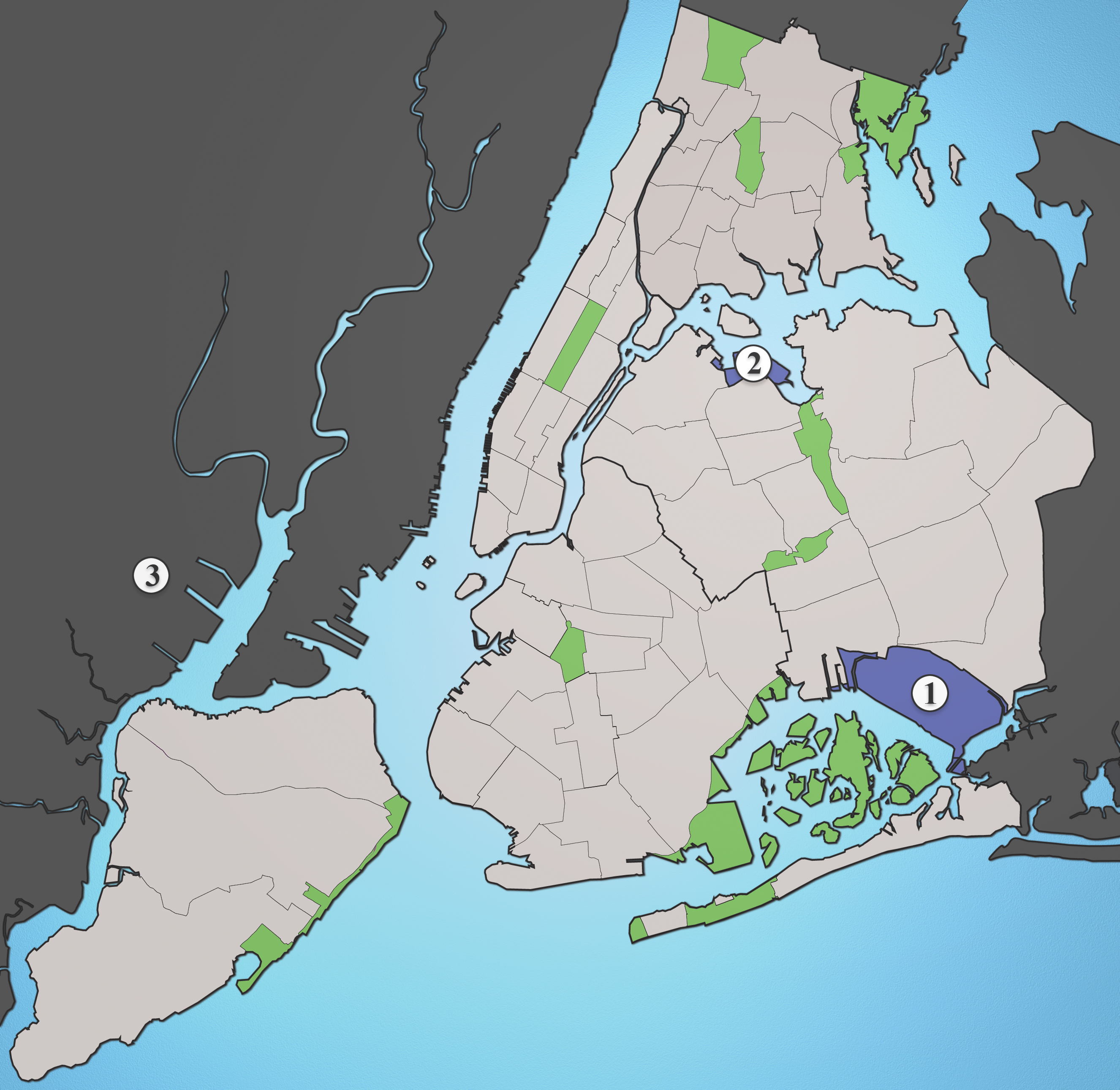
Lage der New Yorker Flughäfen:
① JFK, ② LaGuardia, ③ Newark

Der John F. Kennedy International Airport erstreckt sich über eine Fläche von 2104 Hektar.

### Start- und Landebahnen
Das Start- und Landebahnsystem des Flughafens besteht aus zwei parallelen, zueinander senkrechten Pistenpaaren, von denen eines Parallelbetrieb erlaubt, da die Bahnen weiter als 1525 Meter voneinander entfernt sind. Die längste Start- und Landebahn trägt die Kennung 13R/31L und ist 4423 Meter lang sowie 61 Meter breit. Sie wurde 2010 um 15 Meter auf 61 Meter verbreitert sowie anstatt aus Asphalt aus Beton neu gebaut. Parallel zu ihr verläuft die Start- und Landebahn 13L/31R, welche 3048 Meter lang und 46 Meter breit ist. Von April 2019 bis November 2019 war die Start- und Landebahn 13L/31R geschlossen, um auch sie auf 61 Meter zu verbreitern, mit einem Belag aus Beton auszustatten und anderweitig zu modernisieren. Die Start- und Landebahn 04L/22R ist 3682 Meter lang und 61 Meter breit. Sie wurde im Jahr 2015 modernisiert. Die kürzeste Start- und Landebahn trägt die Kennung 04R/22L und ist 2560 Meter lang und 61 Meter breit. Die Start- und Landebahn 04R/22L ist die einzige Start- und Landebahn mit einem Belag aus Asphalt, die anderen Start- und Landebahnen verfügen über einen Belag aus Beton. Die Start- und Landebahnen 04L/22R und 13R/31L werden vor allem für Abflüge genutzt, während die Start- und Landebahnen 04R/22L und 13L/31R vor allem für Ankünfte genutzt werden.

### Passagierterminals

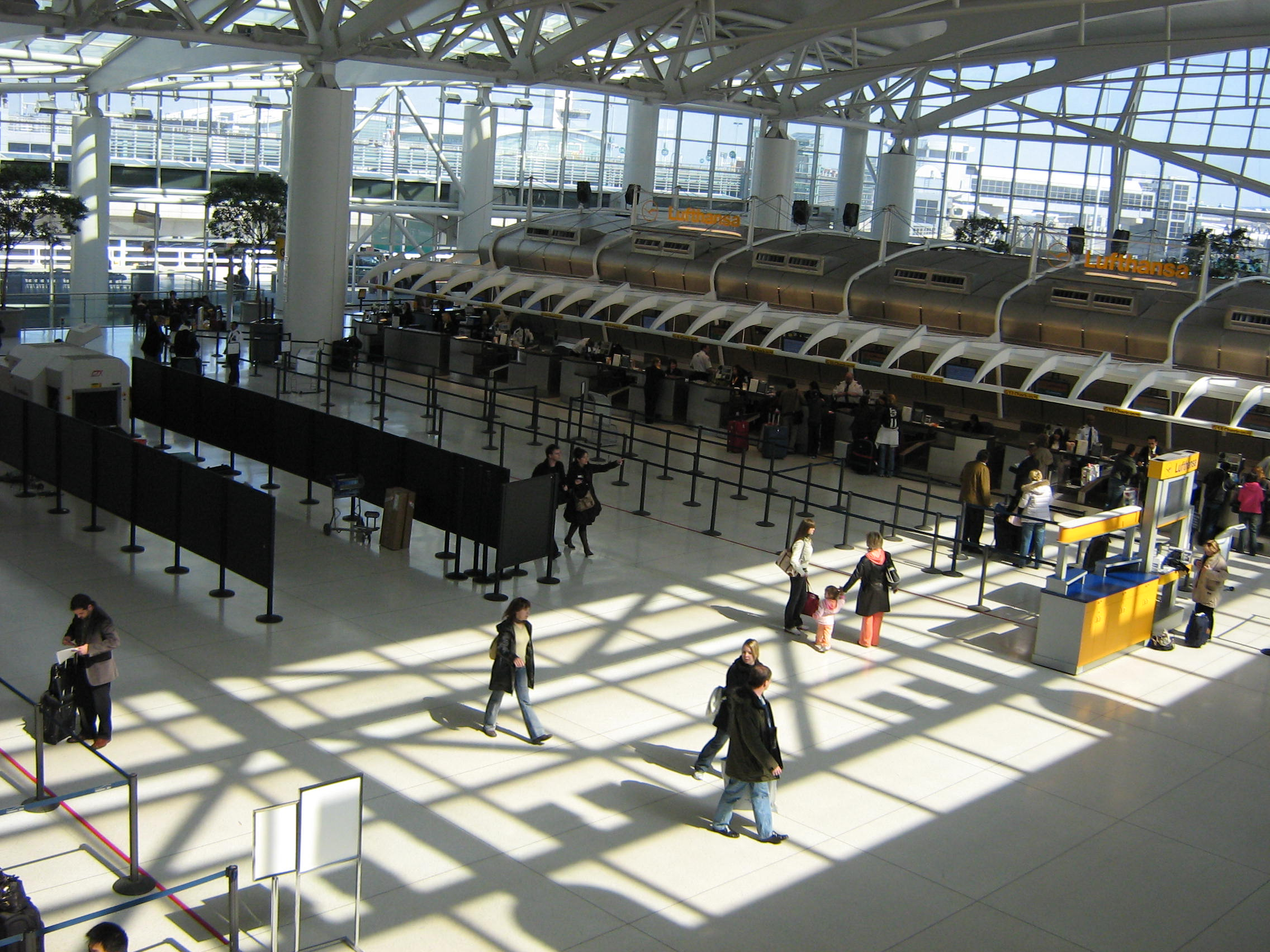
Check-In-Halle im Terminal 1

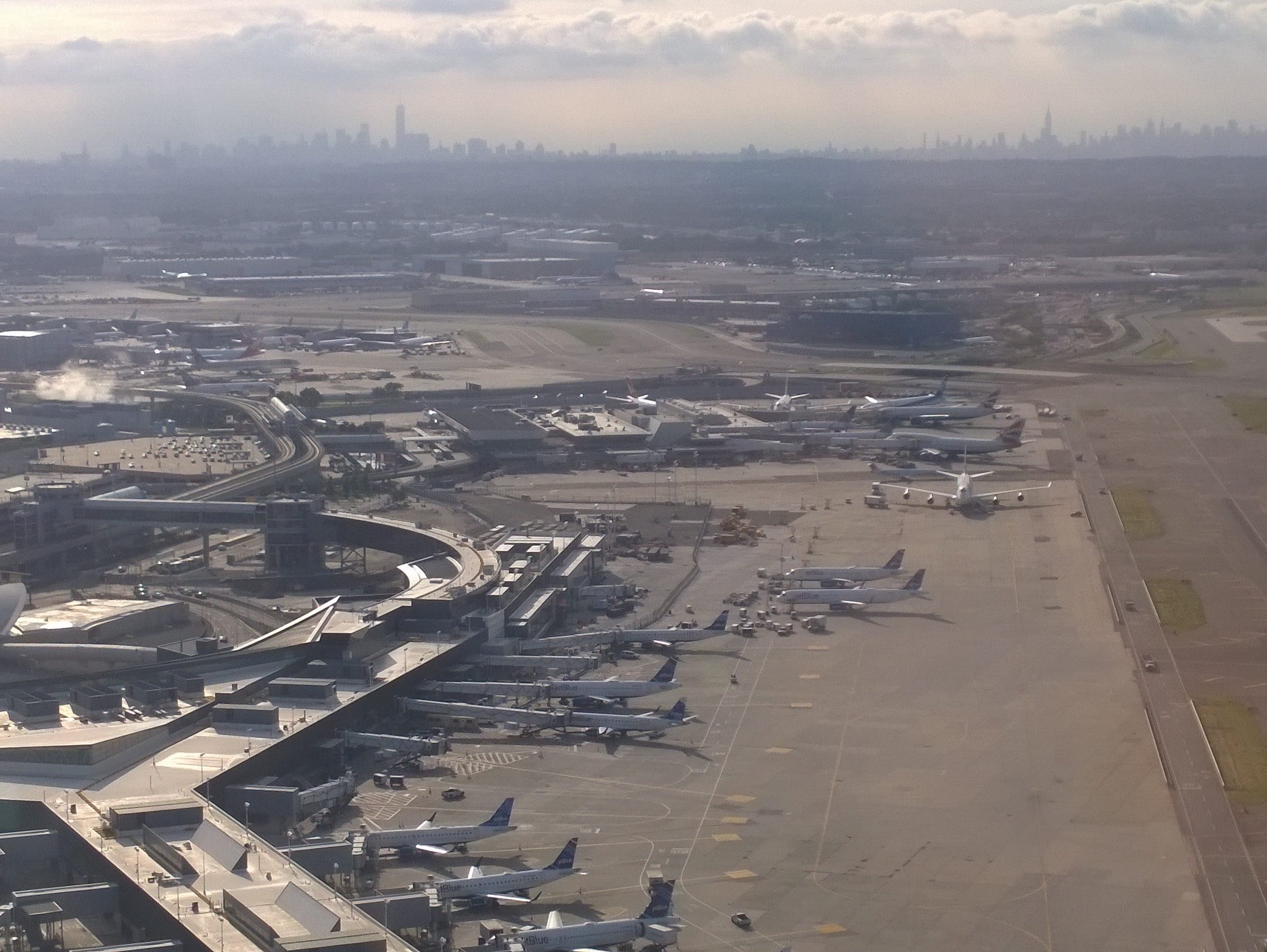
Abfertigungshallen 5 und 7. Im Hintergrund sind die Wolkenkratzer von Manhattan zu sehen.

Der Flughafen verfügt über sechs Passagierterminals: 1, 4, 5, 7 und 8. Diese sind laut der Port Authority of New York and New Jersey mit insgesamt 125 Flugsteigen ausgestattet. An allen Terminals können internationale Flüge abgefertigt werden. Alle Flughallen sind durch den AirTrain miteinander verbunden.

#### Terminal 1
Das neue Terminal 1 wurde am 14. Mai 1998 eröffnet, 50 Jahre nach der Eröffnung des John F. Kennedy International Airport. Es wurde von der Terminal One Group errichtet und wird bis heute von dieser betrieben. Diese ist ein Konsortium von Air France, Korean Air und der Lufthansa. Früher gehörte auch Japan Airlines zum Konsortium. Terminal 1 ist neben Terminal 4 das einzige Terminal, das die Kapazität hat, den Airbus A380 abzufertigen. Er wurde von Air France auf der Route vom Flughafen Paris-Charles-de-Gaulle, von Lufthansa auf der Route vom Flughafen Frankfurt Main, von Korean Air auf der Route vom Flughafen Incheon und von Singapore Airlines (aus Frankfurt mit dem A380 (ab Terminal 4)) eingesetzt. Terminal 1 besitzt elf Gates.
Weitere Fluggesellschaften, die neben den Mitgliedern der Terminal One Group das Terminal 1 nutzen, sind Air China, Air New Zealand, Air Serbia, Air Senegal, Asiana Airlines, Austrian Airlines, Azores Airlines, Brussels Airlines, Cayman Airways, China Eastern Airlines, Egypt Air, EVA Air, Flair Airlines, ITA Airways, Neos, Philippine Airlines, Royal Air Maroc, Saudi Arabian Airlines, Swiss, TAP Air Portugal, Turkish Airlines, Viva Aerobus und Volaris.

#### Terminal 4
Terminal 4, das ehemalige Ankunftsgebäude für internationale Flüge, wurde komplett umgebaut und am 24. Mai 2001 wieder in Betrieb genommen. Erstmals hat man auf dem Flughafen die An- und Abflüge auf zwei unterschiedliche Ebenen verteilt, was zu erheblichen Verbesserungen in der Abfertigung führte. Später wurde das Terminal umgebaut, um den Airbus A380 abfertigen zu können. Im Jahr 2009 wurde ein Welcome Center eröffnet. Bis 2013 wurde es von Delta Air Lines zum Teil saniert und um neun neue Flugsteige erweitert. Heute ist das Terminal 4 mit 36 Flugsteigen ausgestattet.
Zusätzlich zu Delta Air Lines nutzen auch Aeroméxico, Air Europa, Air India, Avianca, Caribbean Airlines, China Airlines, Copa Airlines, El Al, Emirates, Etihad Airways, Hawaiian Airlines, Kenya Airways, KLM Royal Dutch Airlines, LATAM Airlines, LATAM Airlines Ecuador, Singapore Airlines, Uzbekistan Airways, Virgin Atlantic Airways, Westjet Airlines und Xiamen Air das Terminal. Außerdem werden von 22:30 Uhr bis 5:00 Uhr internationale Ankünfte von Jetblue Airways in Terminal 4 abgefertigt.

#### Terminal 5

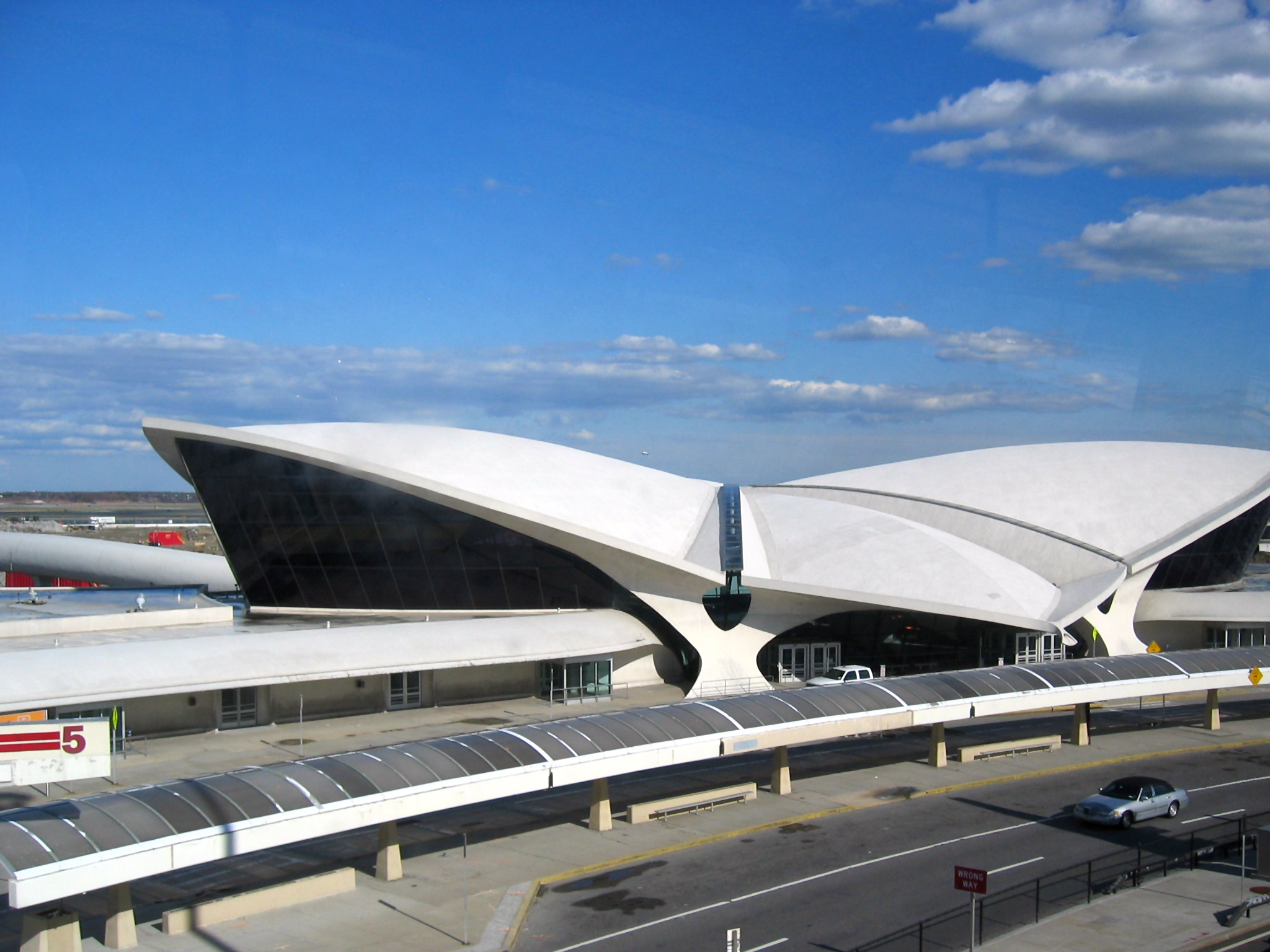
Das TWA Flight Center, Landseite

Das TWA Flight Center ist das alte Terminal 5. Zeitweise stand es leer und war nur von außen zugänglich. Es wurde 1962 nach dem Entwurf von Eero Saarinen für die Trans World Airlines (TWA) errichtet und ist seit 2005 im National Register of Historic Places eingetragen. Heute bildet das neue, am 1. Oktober 2008 in Betrieb genommene Terminal 5 hinter dem TWA Flight Center die Basis von jetBlue Airways. Zum Zeitpunkt der Eröffnung war das Terminal 5 mit 26 Flugsteigen ausgestattet und für die Abfertigung von 20 Millionen Passagieren im Jahr ausgelegt. Es wurde von 2012 bis 2014 im Rahmen des Projekts T5i erweitert, um internationale Ankünfte von jetBlue Airways abfertigen zu können. Es verfügt heute über 29 Flugsteige. Nach einem Umbau wird das dem aktuellen Terminal 5 vorgelagerte Originalgebäude seit 2019 als Hotel genutzt.
Neben jetBlue Airways nutzt auch Cape Air das Terminal 5.

#### Terminal 7
Terminal 7 wurde 1970 eröffnet und diente hauptsächlich zur Abfertigung britischer Flugrouten. Es wurde von 1989 bis 1991 renoviert und erweitert. Eine erneute Renovierung wurde 2003 abgeschlossen. Bis zu deren Umzug in das Terminal 8 wurde das Terminal 7 50 Jahre lang von British Airways genutzt und zumindest zeitweise auch von dieser betrieben. Heute wird das Terminal von der JFK Millennium Partners Group betrieben, es soll jedoch 2026 für die zweite Phase der Errichtung des neuen Terminal 6 abgerissen werden. Das Terminal 7 verfügt über zwölf Flugsteige.
Neben British Airways nutzen auch Aer Lingus, Aerolíneas Argentinas, Air Canada, Alaska Airlines, All Nippon Airways, Condor, Ethiopian Airlines, Icelandair, Kuwait Airways, LOT, Norse Atlantic Airways, SAS Scandinavian Airlines und Sun Country Airlines sowie HiSky das Terminal.

#### Terminal 8
Das Terminal 8 wird von American Airlines betrieben. Es entstand bis 2007 aus dem Umbau der alten Terminals 8 und 9. Das Terminal 8 wurde teilweise bereits im Jahr 2005 in Betrieb genommen. Laut der Port Authority of New York and New Jersey besteht es aus drei Concourses mit insgesamt 34 Flugsteigen, während American Airlines selbst eine Zahl von zwei Concourses mit 29 Flugsteigen angibt.
Neben American Airlines nutzen auch British Airways, Cathay Pacific, China Southern Airlines, Finnair, Iberia, Japan Airlines, Level, Qantas, Qatar Airways und Royal Jordanian das Terminal. Bis zur Einstellung der internationalen Flüge im Jahr 2017 gehörte auch Air Berlin zu den Nutzern des Terminal 8.

### Ehemalige Terminals

#### Altes Terminal 1
Das frühere Terminal 1, wurde im Jahr 1948 für Eastern Air Lines errichtet. Nach deren Betriebseinstellung im Jahr 1990 wurde es bis November 1993 von anderen Fluggesellschaften genutzt und 1995 abgerissen.

#### Terminal 2
Terminal 2 wurde 1962 als Haupthub für Northeast Airlines, Braniff International Airways und Northwest Airlines eröffnet. Nachdem Northeast Airlines und Braniff ihren Flugbetrieb eingestellt hatten, übernahm Pan American World Airways, und später baute Delta Air Lines den Flugbetrieb von Terminal 2 aus. Das Terminal 2 verfügt über elf Flugsteige. Zuletzt nutzte Delta Air Lines das Terminal für die Abfertigung von Inlandsflügen. Das Terminal 2 wurde im Januar 2023 geschlossen. Ursprünglich sollte es durch eine Erweiterung des Terminal 4 ersetzt werden. Stattdessen soll der Standort für das neue Terminal 1 genutzt werden.

#### Terminal 3

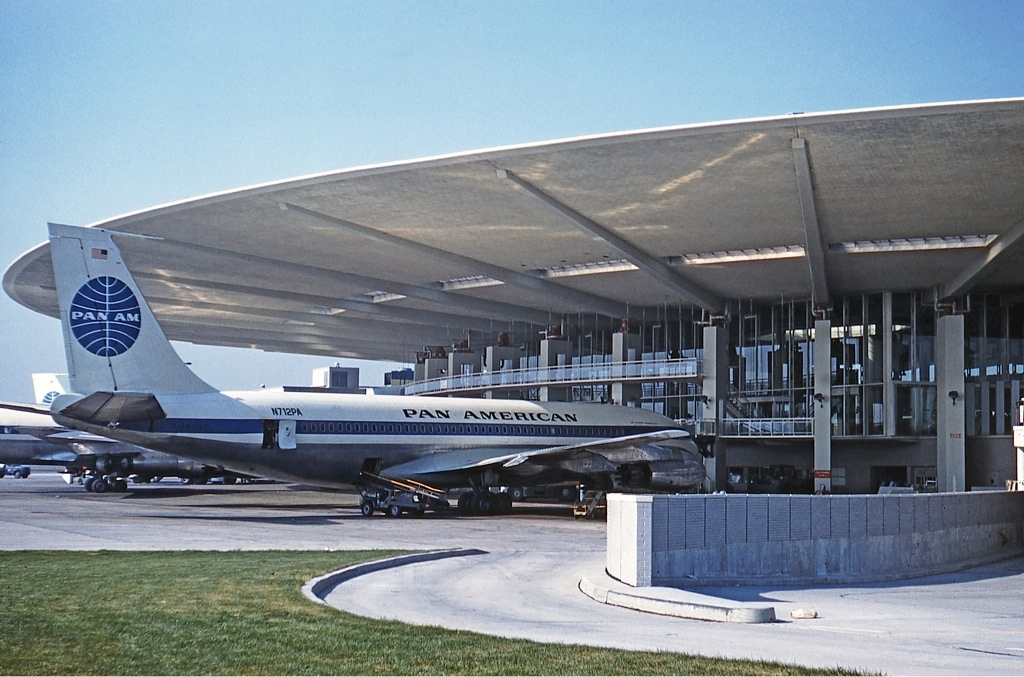
Eine Boeing 707-100 der Pan Am am Worldport

Das Terminal 3 wurde ab der Inbetriebnahme im Jahr 1960 zuerst von Pan American World Airways genutzt. Diese bezeichnete das Terminal auch als Worldport. Nach der Übernahme von Pan Am durch Delta Air Lines wurde es von dieser von 1993 bis 2013 betrieben und 2015 abgerissen. Heute dient die Fläche als Abstellfläche für 15 Flugzeuge.

#### Altes Terminal 4
Die Terminals 4A und 4B wurden ursprünglich 1958 als International Arrivals Building eröffnet und für die Errichtung des Terminal 4 abgerissen.

#### Terminal 6
Terminal 6, der „Sundrome“ – ehemals zunächst von National Airlines dann von TWA genutzt – wurde 1969 fertiggestellt und 1970 in Betrieb genommen. Es wurde von Ieoh Ming Pei entworfen. Bis zur Eröffnung des neuen Terminal 5 im Jahr 2008 wurde es von Jetblue Airways genutzt. Ab 2011 wurde es abgerissen.

#### Altes Terminal 8
Das alte Terminal 8 wurde 1960 fertiggestellt und diente der Abfertigung von internationalen Flügen für amerikanische Fluggesellschaften. Zuletzt wurde es vor allem von American Airlines genutzt.

#### Altes Terminal 9
Das Terminal 9 wurde von United Airlines genutzt und ursprünglich 1959 in Betrieb genommen. Zuletzt wurde es vor allem von American Airlines genutzt.

### Frachtterminals
Der Frachtbereich des John F. Kennedy International Airport erstreckt sich über 688 Hektar und dient vor allem der Abfertigung internationaler Luftfracht. Frachtterminals werden unter anderem von Air France-KLM, American Airlines, China Airlines, DHL Aviation und Korean Air betrieben. Außerdem existiert ein Terminal zur Abfertigung von Tieren, welches als The ARK bezeichnet wird.

### AirTrain JFK

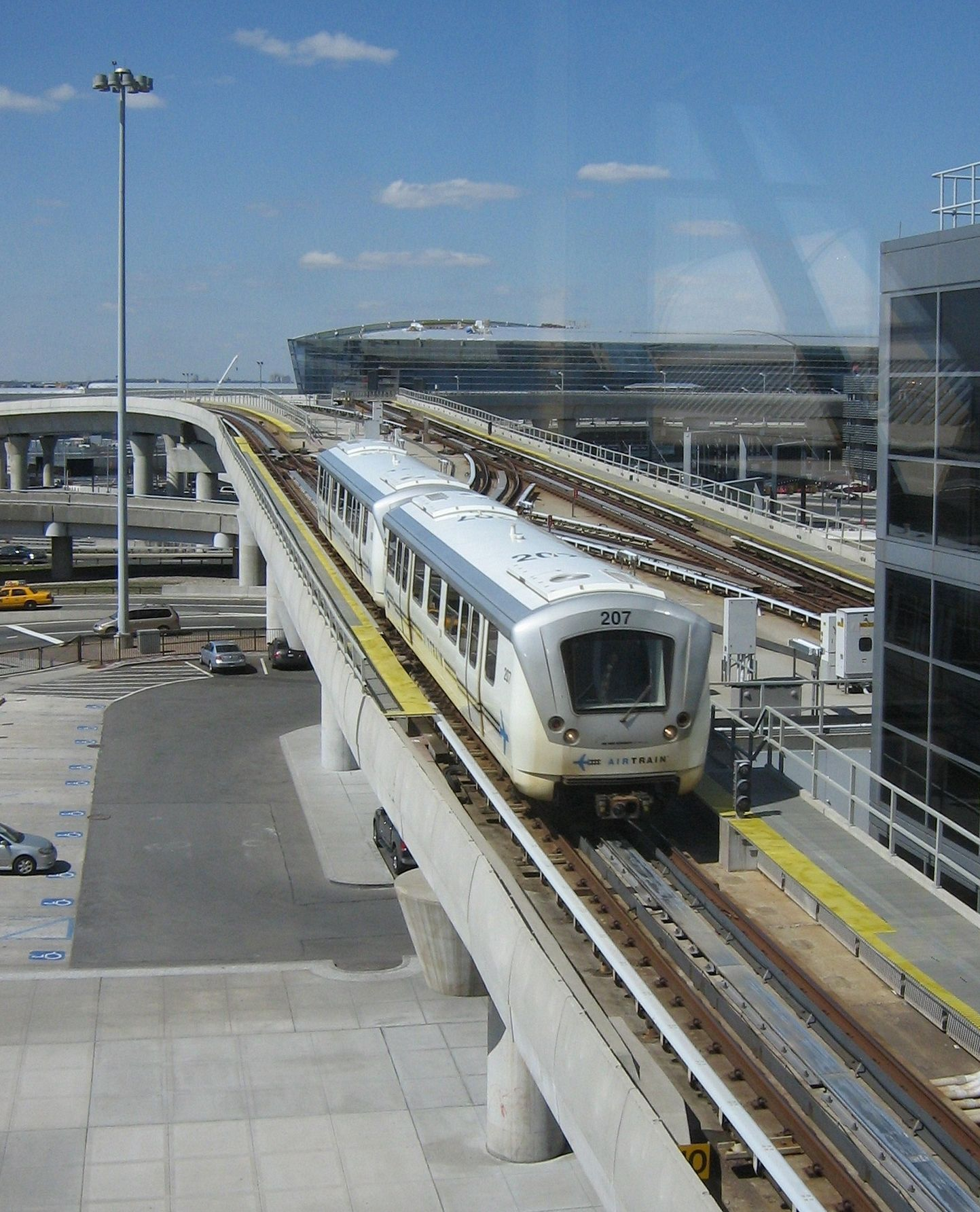
Flughafenbahn AirTrain

Die zahlreichen Abfertigungsgebäude, einige Parkhäuser und zwei U-Bahn-Haltestellen der New York Subway werden durch eine Flughafenbahn namens AirTrain JFK verbunden. Die Flughafenbahn wurde im Jahr 2003 in Betrieb genommen.

### Sonstige Infrastruktur
Die Federal Aviation Administration betreibt einen Kontrollturm mit einer Höhe von 98 Metern, welcher 1994 in Betrieb genommen wurde. Er liegt auf dem Vorfeld von Terminal 4 und ist über eine Brücke mit diesem verbunden.
Die Speicherkapazität der Treibstofflager beträgt 144.000 Kubikmeter aufgeteilt auf 62 Tanks, von denen 40 Tanks im Umkreis von 80 Kilometern liegen und durch unterirdische Zuleitungen mit dem Flughafen verbunden sind.
Die Stromversorgung wird über ein eigenes Kraftwerk geregelt, das mittels Gasturbinen neuester Bauart insgesamt 90 Megawatt Leistung hat und dessen Abwärme ausreicht, um den ganzen Komplex mit Fernwärme und Warmwasser zu versorgen. Der tägliche Wasserbedarf auf dem Flughafen liegt bei 13.500 m³.

## Fluggesellschaften
Der John F. Kennedy International Airport ist der Heimatflughafen und das wichtigste Drehkreuz der Billigfluggesellschaft jetBlue Airways. Zusätzlich dient er Fluggesellschaften American Airlines und Delta Air Lines als Luftfahrt-Drehkreuz. Insgesamt wird der John F. Kennedy International Airport von ungefähr 70 Passagierfluggesellschaften genutzt.
Der John F. Kennedy International Airport diente darüber hinaus auch den ehemaligen Passagierfluggesellschaften Eastern Air Lines, Pan American World Airways, Tower Air und Trans World Airlines als Drehkreuz. Des Weiteren war auch National Airlines ein wichtiger Nutzer des Flughafens. Die ehemaligen Frachtfluggesellschaften Evergreen International Airlines und Gemini Air Cargo nutzten den John F. Kennedy International Airport ebenfalls als Drehkreuz.

## Verkehrszahlen
| Verkehrszahlen des John F. Kennedy International Airport 1984–2022 | Verkehrszahlen des John F. Kennedy International Airport 1984–2022 | Verkehrszahlen des John F. Kennedy International Airport 1984–2022 | Verkehrszahlen des John F. Kennedy International Airport 1984–2022 | Verkehrszahlen des John F. Kennedy International Airport 1984–2022 | Verkehrszahlen des John F. Kennedy International Airport 1984–2022 | Verkehrszahlen des John F. Kennedy International Airport 1984–2022 |
| Jahr                                                               | Fluggastaufkommen                                                  | Fluggastaufkommen                                                  | Fluggastaufkommen                                                  | Luftfracht (Tonnen)                                                | Luftpost (Tonnen)                                                  | Flugbewegungen                                                     |
| Jahr                                                               | National                                                           | International                                                      | Gesamt                                                             | Luftfracht (Tonnen)                                                | Luftpost (Tonnen)                                                  | Flugbewegungen                                                     |
| ------------------------------------------------------------------ | ------------------------------------------------------------------ | ------------------------------------------------------------------ | ------------------------------------------------------------------ | ------------------------------------------------------------------ | ------------------------------------------------------------------ | ------------------------------------------------------------------ |
| 1949                                                               | -                                                                  | -                                                                  | 222.620                                                            | 4.155                                                              | 1.043                                                              | 81.115                                                             |
| 1960                                                               | -                                                                  | -                                                                  | 8.803.665                                                          | 125.241                                                            | 40.023                                                             | 248.686                                                            |
| 1970                                                               | -                                                                  | -                                                                  | 19.096.705                                                         | 689.049                                                            | 130.528                                                            | 365.848                                                            |
| 1980                                                               | -                                                                  | -                                                                  | 26.796.066                                                         | 1.061.238                                                          | 129.189                                                            | 307.527                                                            |
| 1984                                                               | 15.091.913                                                         | 14.842.866                                                         | 29.934.779                                                         | 1.120.907                                                          | 137.715                                                            | 306.737                                                            |
| 1985                                                               | 13.980.375                                                         | 14.964.913                                                         | 28.945.288                                                         | 980.081                                                            | 124.779                                                            | 286.076                                                            |
| 1986                                                               | 13.251.906                                                         | 13.940.953                                                         | 27.192.859                                                         | 994.606                                                            | 101.961                                                            | 279.153                                                            |
| 1987                                                               | 14.354.347                                                         | 15.838.130                                                         | 30.192.477                                                         | 1.072.901                                                          | 113.000                                                            | 285.909                                                            |
| 1988                                                               | 14.416.309                                                         | 16.749.367                                                         | 31.165.676                                                         | 1.180.144                                                          | 119.225                                                            | 304.490                                                            |
| 1989                                                               | 13.631.503                                                         | 16.691.574                                                         | 30.323.077                                                         | 1.259.139                                                          | 113.384                                                            | 305.058                                                            |
| 1990                                                               | 13.043.744                                                         | 16.750.606                                                         | 29.794.350                                                         | 1.207.628                                                          | 115.095                                                            | 303.716                                                            |
| 1991                                                               | 11.672.446                                                         | 14.556.622                                                         | 26.229.068                                                         | 1.255.223                                                          | 91.877                                                             | 277.761                                                            |
| 1992                                                               | 12.657.439                                                         | 15.103.473                                                         | 27.760.912                                                         | 1.255.400                                                          | 95.968                                                             | 323.448                                                            |
| 1993                                                               | 11.781.813                                                         | 15.015.036                                                         | 26.796.849                                                         | 1.282.671                                                          | 99.739                                                             | 333.813                                                            |
| 1994                                                               | 12.909.234                                                         | 15.910.135                                                         | 28.819.369                                                         | 1.360.715                                                          | 102.085                                                            | 343.602                                                            |
| 1995                                                               | 13.313.373                                                         | 17.064.206                                                         | 30.377.579                                                         | 1.485.676                                                          | 106.618                                                            | 340.124                                                            |
| 1996                                                               | 13.702.255                                                         | 17.453.241                                                         | 31.155.496                                                         | 1.512.776                                                          | 124.054                                                            | 355.214                                                            |
| 1997                                                               | 13.911.627                                                         | 17.445.804                                                         | 31.357.431                                                         | 1.544.287                                                          | 121.687                                                            | 353.171                                                            |
| 1998                                                               | 13.214.567                                                         | 17.844.528                                                         | 31.059.095                                                         | 1.475.746                                                          | 131.199                                                            | 343.557                                                            |
| 1999                                                               | 13.503.847                                                         | 18.204.584                                                         | 31.708.431                                                         | 1.590.132                                                          | 139.015                                                            | 343.388                                                            |
| 2000                                                               | 14.159.880                                                         | 18.667.984                                                         | 32.827.864                                                         | 1.691.375                                                          | 127.830                                                            | 345.248                                                            |
| 2001                                                               | 13.323.529                                                         | 15.989.238                                                         | 29.312.767                                                         | 1.380.280                                                          | 115.153                                                            | 293.448                                                            |
| 2002                                                               | 14.601.854                                                         | 15.336.334                                                         | 29.938.188                                                         | 1.530.281                                                          | 78.289                                                             | 287.647                                                            |
| 2003                                                               | 16.436.858                                                         | 15.299.633                                                         | 31.736.491                                                         | 1.578.540                                                          | 76.890                                                             | 280.318                                                            |
| 2004                                                               | 20.087.733                                                         | 17.486.758                                                         | 37.574.491                                                         | 1.626.989                                                          | 80.502                                                             | 320.074                                                            |
| 2005                                                               | 22.091.554                                                         | 18.800.357                                                         | 40.891.911                                                         | 1.561.198                                                          | 72.501                                                             | 349.948                                                            |
| 2006                                                               | 23.003.499                                                         | 19.625.383                                                         | 42.628.882                                                         | 1.548.008                                                          | 90.600                                                             | 378.427                                                            |
| 2007                                                               | 26.173.691                                                         | 21.544.125                                                         | 47.717.816                                                         | 1.503.530                                                          | 104.529                                                            | 443.754                                                            |
| 2008                                                               | 25.204.068                                                         | 22.599.048                                                         | 47.803.116                                                         | 1.337.934                                                          | 114.480                                                            | 438.391                                                            |
| 2009                                                               | 24.021.233                                                         | 21.856.709                                                         | 45.877.942                                                         | 1.054.071                                                          | 95.909                                                             | 415.286                                                            |
| 2010                                                               | 23.404.277                                                         | 23.116.609                                                         | 46.520.886                                                         | 1.264.430                                                          | 93.094                                                             | 396.970                                                            |
| 2011                                                               | 23.758.513                                                         | 23.886.084                                                         | 47.644.597                                                         | 1.254.590                                                          | 90.220                                                             | 408.738                                                            |
| 2012                                                               | 24.217.083                                                         | 25.057.093                                                         | 49.274.176                                                         | 1.196.783                                                          | 84.977                                                             | 401.728                                                            |
| 2013                                                               | 23.909.175                                                         | 26.542.647                                                         | 50.451.822                                                         | 1.198.424                                                          | 93.251                                                             | 406.098                                                            |
| 2014                                                               | 25.021.432                                                         | 28.198.994                                                         | 53.220.426                                                         | 1.218.399                                                          | 79.090                                                             | 423.331                                                            |
| 2015                                                               | 26.806.854                                                         | 30.077.876                                                         | 56.884.730                                                         | 1.208.425                                                          | 79.977                                                             | 439.301                                                            |
| 2016                                                               | 27.324.138                                                         | 31.779.334                                                         | 59.103.472                                                         | 1.193.273                                                          | 85.411                                                             | 452.407                                                            |
| 2017                                                               | 26.961.081                                                         | 32.527.901                                                         | 59.488.982                                                         | 1.265.077                                                          | 86.659                                                             | 448.331                                                            |
| 2018                                                               | 28.117.337                                                         | 33.518.898                                                         | 61.636.235                                                         | 1.290.162                                                          | 84.048                                                             | 455.495                                                            |
| 2019                                                               | 28.233.791                                                         | 34.337.672                                                         | 62.571.463                                                         | 1.214.193                                                          | 89.538                                                             | 456.179                                                            |
| 2020                                                               | 8.267.666                                                          | 8.362.976                                                          | 16.630.642                                                         | 1.045.622                                                          | 53.395                                                             | 199.767                                                            |
| 2021                                                               | 18.037.803                                                         | 12.750.519                                                         | 30.788.322                                                         | 1.427.003                                                          | 58.248                                                             | 290.738                                                            |
| 2022                                                               | 28.449.455                                                         | 26.838.256                                                         | 55.287.711                                                         | 1.397.686                                                          | 51.836                                                             | 449.233                                                            |

| Rangliste der Passagierfluggesellschaften (2022) | Rangliste der Passagierfluggesellschaften (2022) | Rangliste der Passagierfluggesellschaften (2022) | Rangliste der Passagierfluggesellschaften (2022) |
| Rang                                             | Fluggesellschaft                                 | Passagiere                                       | Anteil                                           |
| ------------------------------------------------ | ------------------------------------------------ | ------------------------------------------------ | ------------------------------------------------ |
| 1                                                | Jetblue Airways                                  | 15.896.409                                       | 28,75 %                                          |
| 2                                                | Delta Air Lines                                  | 15.704.728                                       | 28,41 %                                          |
| 3                                                | American Airlines                                | 7.907.739                                        | 14,30 %                                          |
| 4                                                | Alaska Airlines                                  | 1.265.963                                        | 2,29 %                                           |
| 5                                                | Air France                                       | 1.054.985                                        | 1,91 %                                           |
| 6                                                | British Airways                                  | 918.980                                          | 1,66 %                                           |
| 7                                                | Virgin Atlantic Airways                          | 820.849                                          | 1,48 %                                           |
| 8                                                | Emirates                                         | 815.778                                          | 1,48 %                                           |
| 9                                                | Turkish Airlines                                 | 562.951                                          | 1,02 %                                           |
| 10                                               | Aer Lingus                                       | 536.037                                          | 0,97 %                                           |
| 11                                               | Iberia Líneas Aéreas de España                   | 454.199                                          | 0,82 %                                           |
| 12                                               | Qatar Airways                                    | 453.508                                          | 0,82 %                                           |
| 13                                               | KLM Royal Dutch Airlines                         | 423.443                                          | 0,77 %                                           |
| 14                                               | Avianca                                          | 413.738                                          | 0,75 %                                           |
| 15                                               | Lufthansa                                        | 407.197                                          | 0,74 %                                           |
| 16                                               | ITA Airways                                      | 358.520                                          | 0,65 %                                           |
| 17                                               | Copa Airlines                                    | 348.443                                          | 0,63 %                                           |
| 18                                               | Aeroméxico                                       | 338.144                                          | 0,61 %                                           |
| 19                                               | United Airlines                                  | 333.364                                          | 0,60 %                                           |
| 20                                               | Singapore Airlines                               | 325.257                                          | 0,59 %                                           |
|                                                  | Andere                                           | 5.947.479                                        | 10,76 %                                          |

| Rangliste Frachtfluggesellschaften (2022) | Rangliste Frachtfluggesellschaften (2022) | Rangliste Frachtfluggesellschaften (2022) | Rangliste Frachtfluggesellschaften (2022) |
| Rang                                      | Fluggesellschaft                          | Fracht (Tonnen)                           | Anteil                                    |
| ----------------------------------------- | ----------------------------------------- | ----------------------------------------- | ----------------------------------------- |
| 1                                         | American Airlines                         | 89.311                                    | 6,39 %                                    |
| 2                                         | Delta Air Lines                           | 87.004                                    | 6,22 %                                    |
| 3                                         | FedEx                                     | 73.747                                    | 5,28 %                                    |
| 4                                         | Kalitta Air                               | 68.440                                    | 4,90 %                                    |
| 5                                         | ABX Air                                   | 60.804                                    | 4,35 %                                    |
| 6                                         | Atlas Air                                 | 56.388                                    | 4,03 %                                    |
| 7                                         | Cargolux                                  | 51.086                                    | 3,66 %                                    |
| 8                                         | Korean Air                                | 50.438                                    | 3,61 %                                    |
| 9                                         | UPS Airlines                              | 48.443                                    | 3,47 %                                    |
| 10                                        | Air Transport International               | 46.850                                    | 3,35 %                                    |
| 11                                        | China Airlines                            | 41.576                                    | 2,97 %                                    |
| 12                                        | Turkish Airlines                          | 35.895                                    | 2,57 %                                    |
| 13                                        | EVA Air                                   | 34.928                                    | 2,50 %                                    |
| 14                                        | Virgin Atlantic Airways                   | 33.754                                    | 2,41 %                                    |
| 15                                        | British Airways                           | 33.157                                    | 2,37 %                                    |
|                                           | Andere                                    | 585.865                                   | 41,92 %                                   |

| Rangliste der nationalen Flugziele (2022) | Rangliste der nationalen Flugziele (2022) | Rangliste der nationalen Flugziele (2022) | Rangliste der nationalen Flugziele (2022) |
| Rang                                      | Ziel                                      | Passagiere                                | Fluggesellschaften                        |
| ----------------------------------------- | ----------------------------------------- | ----------------------------------------- | ----------------------------------------- |
| 01                                        | Los Angeles                               | 1.388.420                                 | American, Delta, jetBlue                  |
| 02                                        | Miami                                     | 960.480                                   | American, Delta, jetBlue                  |
| 03                                        | San Francisco                             | 951.220                                   | Alaska, American, Delta, jetBlue          |
| 04                                        | Orlando                                   | 705.870                                   | Delta, jetBlue                            |
| 05                                        | Fort Lauderdale                           | 662.010                                   | Delta, jetBlue                            |
| 06                                        | Atlanta                                   | 513.570                                   | Delta, jetBlue                            |
| 07                                        | Boston                                    | 488.270                                   | American, Delta, jetBlue                  |
| 08                                        | San Juan                                  | 469.160                                   | Delta, jetBlue                            |
| 09                                        | Las Vegas                                 | 467.850                                   | Delta, jetBlue                            |
| 10                                        | Seattle-Tacoma                            | 464.900                                   | Alaska, Delta, jetBlue                    |

| Rangliste der internationalen Flugziele | Rangliste der internationalen Flugziele | Rangliste der internationalen Flugziele | Rangliste der internationalen Flugziele                                                                             |
| Rang                                    | Ziel                                    | Passagiere                              | Fluggesellschaften                                                                                                  |
| --------------------------------------- | --------------------------------------- | --------------------------------------- | --- |
| 01                                      | London (LHR & LGW)                      | 2.624.827                               | American Airlines, British Airways, Delta Air Lines, Kuwait Airways, Norwegian Air Shuttle, Virgin Atlantic Airways |
| 02                                      | Paris                                   | 1.228.241                               | Air France, American Airlines, Norwegian Air Shuttle, XL Airways France                                             |
| 03                                      | Madrid                                  | 688.312                                 | Air Europa, American Airlines, Delta Air Lines, Iberia, Norwegian Air Shuttle                                       |
| 04                                      | Santiago                                | 654.625                                 | American Airlines, Delta Air Lines, JetBlue Airways                                                                 |
| 05                                      | Santo Domingo                           | 648.923                                 | American Airlines, Delta Air Lines, JetBlue Airways                                                                 |
| 06                                      | Frankfurt                               | 638.261                                 | Delta Air Lines, Lufthansa, Singapore Airlines                                                                      |
| 07                                      | Tel Aviv                                | 627.321                                 | Delta Air Lines, El Al                                                                                              |
| 08                                      | Tokio                                   | 615.649                                 | All Nippon Airways, American Airlines, Delta Air Lines, Japan Airlines                                              |
| 09                                      | São Paulo                               | 550.653                                 | American Airlines, Delta Air Lines, TAM Airlines                                                                    |
| 10                                      | Amsterdam                               | 537.645                                 | Delta Air Lines, KLM, Norwegian Air Shuttle                                                                         |
| 11                                      | Rom                                     | 521.998                                 | Alitalia, American Airlines, Delta Air Lines                                                                        |
| 12                                      | Seoul-Incheon                           | 521.383                                 | Asiana Airlines, Korean Air                                                                                         |
| 13                                      | Dubai                                   | 487.560                                 | Emirates |
| 14                                      | Hongkong                                | 467.151                                 | Cathay Pacific |
| 15                                      | Dublin                                  | 461.827                                 | Aer Lingus, Delta Air Lines                                                                                         |

## Zwischenfälle
Von 1952 bis Dezember 2018 kam es am Flughafen New York-John F. Kennedy (bis Dezember 1963 Idlewild) und in seiner näheren Umgebung zu zahlreichen Totalschäden von Flugzeugen. Beispiele:
- Am 5. April 1952 fiel an einer Curtiss C-46F-1-CU Commando der US-amerikanischen US Airlines (Luftfahrzeugkennzeichen N1911M), betrieben von der United States Air Force (USAF), das Triebwerk Nr. 2 (rechts) aus, als die Piloten wegen schlechter Sicht durchstarteten. In Turbulenz verloren sie die Kontrolle über das Flugzeug. Es stürzte 7 Kilometer nördlich des Flughafens New York-Idlewild in die Stadt, an der Kreuzung der 169th Street und 89th Avenue, Jamaica, New York. Beide Piloten, die einzigen Insassen auf dem Frachtflug, kamen ums Leben, ebenso wie 3 Personen auf der Straßenkreuzung.[48]

- Am 19. Oktober 1953 wurde eine Lockheed L-749A Constellation der US-amerikanischen Eastern Air Lines (N119A) kurz nach dem Start vom Flughafen New York-Idlewild in den Boden geflogen. Ursache war die fehlerhafte Wahrnehmung der Fluglage durch die Piloten beim Start in ein Nebelgebiet. Bei diesem CFIT (Controlled flight into terrain) wurden zwei der 27 Insassen getötet (siehe auch Eastern-Air-Lines-Flug 627).[49][50]

- Am 3. August 1954 wichen die Piloten einer Lockheed L-1049C Super Constellation der Air France (F-BGNA) auf dem Flug von Paris-Orly zum Flughafen New York-Idlewild wegen Nebels zum Flughafen Boston aus. Rund 60 Kilometer vor dem Ziel ging jedoch der Treibstoff aus, und bei Preston City wurde eine Bauchlandung in einem Feld durchgeführt. Die Maschine brannte aus, dennoch überlebten alle 37 Insassen, 8 Besatzungsmitglieder und 29 Passagiere.[51]

- Am 18. Dezember 1954 kollidierte eine Douglas DC-6B der Linee Aeree Italiane (I-LINE) beim vierten Anflugversuch im Nebel mit der Anflugbefeuerung, stürzte in die Jamaica Bay und explodierte. Von den 32 Menschen an Bord starben 26. Ursache des zur Kollision führenden instabilen Anflugs war Übermüdung der Besatzung, die rund 30 Stunden auf der Strecke von Rom über Mailand, Paris, Shannon, Gander und Boston nach New York eingesetzt worden war (siehe auch Linee-Aeree-Italiane-Flug 451 (1954)).[52][53]

- Am 20. Juli 1956 (Ortszeit) (nach anderer Quelle am 20. Juni) stürzte eine vom Flughafen New York-Idlewild gestartete Lockheed Super Constellation L-1049E der Linea Aeropostal Venezolana (YV-C-AMS) infolge eines Tragflächenfeuers während eines Treibstoffschnellablasses etwa 65 km südöstlich des Startflughafens in den Atlantik. Alle 74 Insassen kamen ums Leben (siehe auch Aeropostal-Flug 253 (Juni 1956)).[54][55]

- Am 10. November 1958 kam es bei einer Lockheed L-1049D Super Constellation der US-amerikanischen Seaboard & Western Airlines (N6503C) während eines Trainingsfluges auf dem Flughafen New York-Idlewild zum Kontrollverlust, wobei die Maschine schließlich mit einer geparkten Vickers Viscount 724 der Trans-Canada Airlines (CF-TGL) kollidierte, in der sich nur zwei Besatzungsmitglieder befanden. Auslöser war eine fehlerhaft gebaute Umkehrschub-Vorrichtung, die sich plötzlich von selbst aktivierte. Alle fünf Besatzungsmitglieder sowie die beiden in der Viscount überlebten. Beide Flugzeug brannten aus und wurden zu Totalschäden.[56][57]

- Am 16. Dezember 1960 kollidierte eine Douglas DC-8-11 der US-amerikanischen United Airlines (N8013U) während des Landeanflugs mit einer L-1049 Lockheed Super Constellation der US-amerikanischen Trans World Airlines (TWA) (N6907C). Alle 128 Insassen beider Flugzeuge und sechs Menschen am Boden verloren ihr Leben (siehe auch Flugzeugkollision von New York City).[58][59]

- Am 19. Januar 1961 verunglückte eine Douglas DC-8-21 der Aeronaves de México (XA-XAX) mit 97 Passagieren und neun Besatzungsmitgliedern an Bord, als der Start vom Flughafen Idlewild (dem heutigen Flughafen John F. Kennedy International) abgebrochen wurde. Der Zwischenfall wurde durch den dritten, nichtfliegenden Piloten verursacht, der ohne Absprache die Schubhebel betätigt und damit die Leistung der vier Triebwerke reduziert hatte. Bei dem Unfall starben vier Besatzungsmitglieder. Zum Zeitpunkt des Zwischenfalls herrschte schlechtes Wetter und die Startbahn war schneebedeckt. Möglicherweise war auch die Heizung des Pitotrohrs nicht eingeschaltet (siehe auch Aeronaves-de-México-Flug 401).[60]

- Am 28. Januar 1961 verlor die Besatzung einer Boeing 707-123 der American Airlines (N7502A) auf einem Trainingsflug aus ungeklärter Ursache die Kontrolle über die Maschine. Die vom Flughafen New York-Idlewild gestartete Maschine stürzte bei Montauk ins Meer, alle sechs Insassen starben (siehe auch American-Airlines-Flug 1502).[61]

- Am 3. August 1961 geriet eine Lockheed L-1049C Super Constellation der US-amerikanischen Eastern Air Lines (N6220C) in Brand, als sie auf dem Flughafen New York-Idlewild zum Start rollte. Alle drei Besatzungsmitglieder, die einzigen Insassen auf dem Frachtflug, überlebten den Unfall. Die Maschine brannte aus.[62]

- Am 1. März 1962 stürzte eine Boeing 707-123B der US-amerikanischen American Airlines (N7506A) etwa eine Minute nach dem Abheben vom Flughafen New York-Idlewild nahezu senkrecht in flaches Wasser der Jamaica Bay. Der Grund war eine Fehlfunktion der Seitenrudersteuerung, durch die ein nicht mehr zu behebender Kontrollverlust erzeugt wurde. Alle 95 Insassen, 8 Besatzungsmitglieder und 87 Passagiere, kamen ums Leben (siehe auch American-Airlines-Flug 1).[63]

- Am 30. November 1962 berührte eine Douglas DC-7B der Eastern Air Lines (N815D) beim Durchstarten im Nebel auf dem Flughafen New York-Idlewild mit den beiden linken Propellern den Boden im Flughafengelände. Die aus Charlotte (North Carolina) kommende Maschine war beim Durchstarten nach links gedriftet und stürzte schließlich zu Boden. Das Durchstartverfahren war bei dem notwendigen schnellen Übergang von Sichtflug zurück auf Instrumentenflug nicht korrekt und zügig genug durchgeführt worden, so dass die Maschine nicht gestiegen war. Von den 51 Insassen wurden 25 getötet.[64]

- Am 14. Oktober 1963 stürzte eine Boeing-Vertol 107-II der New York Airways (N6673D) kurz nach dem Abheben vom Flughafen Idlewild infolge eines Ermüdungsbruches im Hauptrotor ab. Alle sechs Insassen, drei Passagiere und drei Besatzungsmitglieder, kamen ums Leben (siehe auch New-York-Airways-Flug 600).[65]

- Am 7. April 1964 überrollte eine Boeing 707-139 der US-amerikanischen Pan American World Airways (N779PA) nach einer Landung auf dem Flughafen New York-John F. Kennedy das Bahnende und stürzte in die Jamaica Bay. Alle 145 Personen an Bord überlebten den Unfall.[66][67]

- Am 8. Februar 1965 stürzte eine Douglas DC-7B der US-amerikanischen Eastern Air Lines (N849D) auf dem Flug von Boston nach Atlanta nach einer Zwischenlandung sechs Minuten nach dem Start nahe dem Flughafen ab. Alle 79 Passagiere und die 5 Besatzungsmitglieder wurden getötet (siehe auch Eastern-Air-Lines-Flug 663).[68]

- Am 26. Januar 1966 brach bei einer Lockheed L-1049G Super Constellation der US-amerikanischen Trans World Airlines (TWA) (N7115C) während des Rollens auf dem Flughafen New York-Idlewild das Bugfahrwerk zusammen. Die Maschine wurde irreparabel beschädigt. Alle Insassen überlebten.[69]

- Am 15. Juli 1969 verunglückte eine De Havilland Canada DHC-6-200 Twin Otter der New York Airways (N558MA) unmittelbar nach dem Start vom John F. Kennedy International Airport. Das Maschine war in die Wirbelschleppe eines zuvor gestarteten Verkehrsflugzeugs des Typs Boeing 707 geraten. Drei der 14 Insassen kamen ums Leben (siehe auch New-York-Airways-Flug 901).[70]

- Am 8. September 1970 stürzte eine Douglas DC-8-63CF der US-amerikanischen Trans International Airlines (N4863T) beim Start vom Flughafen John F. Kennedy aufgrund eines blockierten Höhenruders ab. Alle 11 Personen an Bord der Frachtmaschine kamen ums Leben (siehe auch Trans-International-Airlines-Flug 863).[71]

- Am 15. September 1970 verunglückte eine Douglas DC-8-62 der italienischen Alitalia (I-DIWZ) bei einer harten Landung auf dem Flughafen New York-Idlewild. Die Flugverkehrskontrolle leitete das Flugzeug unter IFR-Bedingungen und in Ermangelung eines funktionierenden ILS-Gleitpfades zu hoch und hatte es zu nahe an der Landebahn positioniert. Die Entscheidung des Flugkapitäns, den Umkehrschub zu nutzen und keinen Fehlanflug durchzuführen, führte dazu, dass das Flugzeug sehr hart aufsetzte und begann, nach links zu gieren. Es machte einen Ringelpiez (Luftfahrt) und kam mit hinter der Tragfläche aufgerissenem Rumpf und drei der vier Triebwerke abgetrennt zum Liegen. Alle 156 Insassen überlebten den Unfall. Das Flugzeug wurde zerstört.[72]

- Am 24. Juni 1975 flog eine Boeing 727-225 der Eastern Air Lines (N8845E) bei schwierigen Wetterbedingungen in die Anflugbefeuerung der Landebahn. Zu dem Zeitpunkt herrschten heftige Scherwinde. Bei dem Unfall kamen insgesamt 112 Menschen ums Leben, 12 überlebten. An Bord der Maschine befanden sich 116 Passagiere und 8 Besatzungsmitglieder (siehe auch Eastern-Air-Lines-Flug 66).[73]

- Am 12. November 1975 brannte eine McDonnell Douglas DC-10-30CF der Overseas National Airways (ONA) (N1032F) nach einem Startabbruch auf dem Flughafen JFK International aus. Während die Maschine auf der Startbahn beschleunigte, wurde das rechte Triebwerk kurz vor dem Abheben durch Vogelschlag schwer beschädigt. Motorteile durchschlugen die rechte Tragfläche, wodurch Feuer ausbrach. Die Besatzung versuchte ein Überrollen des Bahnendes zu verhindern, indem sie das Flugzeug mit hoher Geschwindigkeit in einen Rollweg lenkte. Hierbei brach das Fahrwerk. Die DC-10 sollte nach Saudi-Arabien überführt und dort im Auftrag von Saudi Arabian Airlines betrieben werden. An Bord befanden sich 139 Personen, allesamt Angestellte der ONA. Sie konnten sich nahezu unverletzt in Sicherheit bringen.[74]

- Am 13. Januar 1984 verunglückte eine Fokker F-27-100 Friendship der US-amerikanischen Pilgrim Airlines (N148PM) beim Start auf dem Flughafen New York-John F. Kennedy. Beim Einfahren des Fahrwerks nach dem Start auf der Piste 04L ging der Propeller Nr. 1 (links) automatisch in die Segelstellung. Die Leistung des Motors Nr. 1 wurde reduziert, im Triebwerk Nr. 2 (rechts) kam es zu auch einem Leistungsverlust. Das Fahrwerk wurde wieder ausgefahren, aber das Flugzeug berührte die Startbahn, bevor es vollständig ausgefahren war. Das Flugzeug rutschte 1200 Fuß weit, bevor es in der Nähe der Kreuzung eines Rollwegs und der Startbahn 04L zum Stillstand kam, 32 Meter rechts von der Landebahn. Als ursächlich gelten das Versäumnis der Flugbesatzung, auf dem Anflug nach JFK die Triebwerksenteisung zu verwenden, das Versäumnis des Kapitäns, eine gründliche Vorfluginspektion durchzuführen, und die Entscheidung der Flugbesatzung, beim Start von JFK Triebwerkseisschutz zu verwenden, was zu Leistungsverlusten bei beiden Triebwerken führte. Alle 24 Insassen überlebten den Unfall. Das Flugzeug wurde irreparabel beschädigt.[75]

- Am 25. Januar 1990 stürzte eine aus Medellín kommende Boeing 707-321B der kolumbianischen Avianca (HK-2016) wegen Treibstoffmangels nach einem Fehlanflug in Cove Neck ab. Von den 158 Insassen wurden 73 getötet (siehe auch Avianca-Flug 052).

- Am 12. März 1991 verunglückte eine Douglas DC-8-62H der US-amerikanischen Air Transport International (N730PL) beim Start auf dem John F. Kennedy International Airport. Dabei wurde das Flugzeug zerstört, es kam jedoch keine der 5 Personen an Bord ums Leben. Ursache waren durch den Flugingenieur falsch berechnete Start- und Trimmungsdaten, der dafür ein um 45 Tonnen zu niedriges Gewicht angesetzt hatte. Deshalb konnte das Flugzeug nicht abheben.[76]

- Am 30. Juli 1992 verunglückte eine Lockheed L-1011 Tristar 1 der US-amerikanischen Trans World Airlines (N11002) bei einem viel zu spät abgebrochenen Start auf dem Flughafen New York/John F. Kennedy. Das Flugzeug brannte aus. Alle 280 Passagiere sowie die Besatzung überlebten. Auslöser war ein schon mehrfach defekt gewesener Sensor für den Anstellwinkel.[77]

- Am 20. Dezember 1995 verunglückte eine mit 468 Personen besetzte Boeing 747-100 (N605FF) der US-amerikanischen Tower Air beim Start auf dem Flughafen New York-John F. Kennedy. Bei einer Geschwindigkeit von 80 Knoten (148 km/h) begann die Maschine auf der schneebedeckten Startbahn 04L nach links auszubrechen. Die Besatzung entschied sich zu einem Startabbruch. Weil die Bremsen sowie die Lenkung des Bugrades auf der rutschigen Piste nicht ansprachen und die Besatzung es versäumte, die Schubumkehr der Maschine einzusetzen, verließ das Flugzeug die Startbahn, kollidierte mit einem Transformatorenhäuschen und kam mit abgerissenen Fahrwerken zum Stillstand. Eine Flugbegleiterin wurde schwer, 24 Passagiere leicht verletzt. Es wurden mehrere Unfallursachen festgestellt: Das Versäumnis des Flugkapitäns, den Start rechtzeitig abzubrechen sowie die erneute Anwendung des Vorwärtsschubs durch den Kapitän, bevor das Flugzeug die linke Seite der Landebahn verließ, trugen zur Stärke des Verlassens der Landebahn und zur Beschädigung des Flugzeugs bei. Hinzu kamen die von Tower Air und der Boeing Commercial Airplane Group entwickelten unzureichenden Betriebsverfahren für Boeing 747-Flugzeuge auf rutschiger Landebahn und die unzureichende Genauigkeit der Boeing 747-Flugsimulatoren für den Betrieb auf rutschiger Landebahn. Das Flugzeug wurde als Totalverlust abgeschrieben.[78][79]

- Am 17. Juli 1996 starben bei der Explosion einer Boeing 747-131 der Trans World Airlines (N93119) alle 230 Insassen. Kurz nach dem Start in New York, um 20:31 Uhr Ortszeit, explodierte der fast leere zentrale Flügeltank der 747, wobei das Flugzeug in der Mitte auseinandergerissen wurde (siehe auch Trans-World-Airlines-Flug 800).

- Am 31. August 1998 verunglückte eine Boeing 727-228(F) der US-amerikanischen DHL Airways (N722DH) bei der Landung auf dem Flughafen New York-John F. Kennedy. Kurz nach dem Start fiel das Triebwerk Nummer 2 aus. Die Flugbesatzung erklärte einen Notfall und kehrte zum JFK-Flughafen zurück. Als das Flugzeug auf der Landebahn auf etwa 80 Knoten verlangsamt wurde, brach das rechte Hauptfahrwerk zusammen. Das Flugzeug rutschte auf der Landebahn bis zum Stillstand. Das Versagen des rechten Hauptfahrwerks wurde durch Ermüdungsrisse und Spannungskorrosionsrisse in der Lagerzapfenhalterung verursacht. Alle fünf Insassen auf dem Frachtflug, die 3 Flugbesatzungsmitglieder und 2 Mitflieger, blieben unverletzt. Das Flugzeug wurde irreparabel beschädigt.[80]

- Am 12. November 2001 verunglückte ein Airbus A300 der American Airlines (N14053) im Stadtbezirk Queens, New York City nach dem Start auf einem Linienflug nach Santo Domingo. Unter den 260 Insassen an Bord der Maschine gab es keine Überlebenden. Außerdem wurden 5 weitere Menschen am Boden getötet (siehe auch American-Airlines-Flug 587).

## In der Kultur
- Der Flughafen wird im Roman Wiseguy erwähnt: Der Idlewild-Airport ist regelmäßig Ort von Diebstählen durch Henry Hill und seine Bande und später Ort des Lufthansa-Raubs (1978); der nach Vorlage von Wiseguys gedrehte Spielfilm Goodfellas stellt diese Ereignisse ebenfalls dar.
- Die Spielfilme Final Destination, Final Destination 5 und Catch Me If You Can spielen in einigen Szenen am John F. Kennedy International Airport.
- In dem Song Silvertown Blues von seinem Album Sailing to Philadelphia schildert Mark Knopfler eine Reise von London (Silvertown Way, Caning Town) nach New York bzw. zum John F. Kennedy International Airport.